# Bas-Rhin
Pour les articles homonymes, voir Rhin (homonymie).
Le Bas-Rhin (/bɑ.ʁɛ̃/ est un département français situé dans la région Grand Est. C'est une circonscription administrative, territoire de compétence de services de l'État, dont la préfecture est située à Strasbourg. L'Insee et La Poste lui attribuent le code 67.
Le Bas-Rhin était également une collectivité territoriale, à savoir une personne morale de droit public différente de l'État, investie d'une mission d'intérêt général concernant le département, compris en tant que territoire. Le 1er janvier 2021, cette collectivité a fusionné avec le Haut-Rhin pour former la collectivité européenne d'Alsace.
Ses habitants sont appelés les Bas-Rhinois. Le département est frontalier avec l'Allemagne avec laquelle des liens de longue date et une histoire commune se sont établis.

## Dénomination
Il s'agit du dernier département français à avoir conservé le terme « bas » dans son nom. Les autres départements qui étaient concernés ont préféré changer de dénomination, jugeant ce qualificatif peu valorisant. Exemples : les Basses-Pyrénées devenues en 1969 les Pyrénées-Atlantiques ou les Basses-Alpes, devenues en 1970 le département des Alpes-de-Haute-Provence. Le même phénomène a été observé pour les départements « inférieurs » (Charente-Inférieure, Seine-Inférieure ou Loire-Inférieure).

## Histoire
Le département a été créé à la Révolution française.
Le 14 janvier 1790, l'Assemblée nationale constituante décréta : « — Que l'Alsace sera divisée en deux départements dont Strasbourg et Colmar ser[o]nt les chefs-lieux ; — Que le département de Strasbourg sera subdivisé en trois districts […] ; — Que les terres des princes allemands, possédées en souveraineté par la France, seront comprises dans la division des districts ; — Que Landau, enclavé dans le Palatinat, aura une justice particulière […] ».
Le 4 mars 1790 en application de la loi du 22 décembre 1789, à partir de la moitié nord de la province d'Alsace (Basse-Alsace).

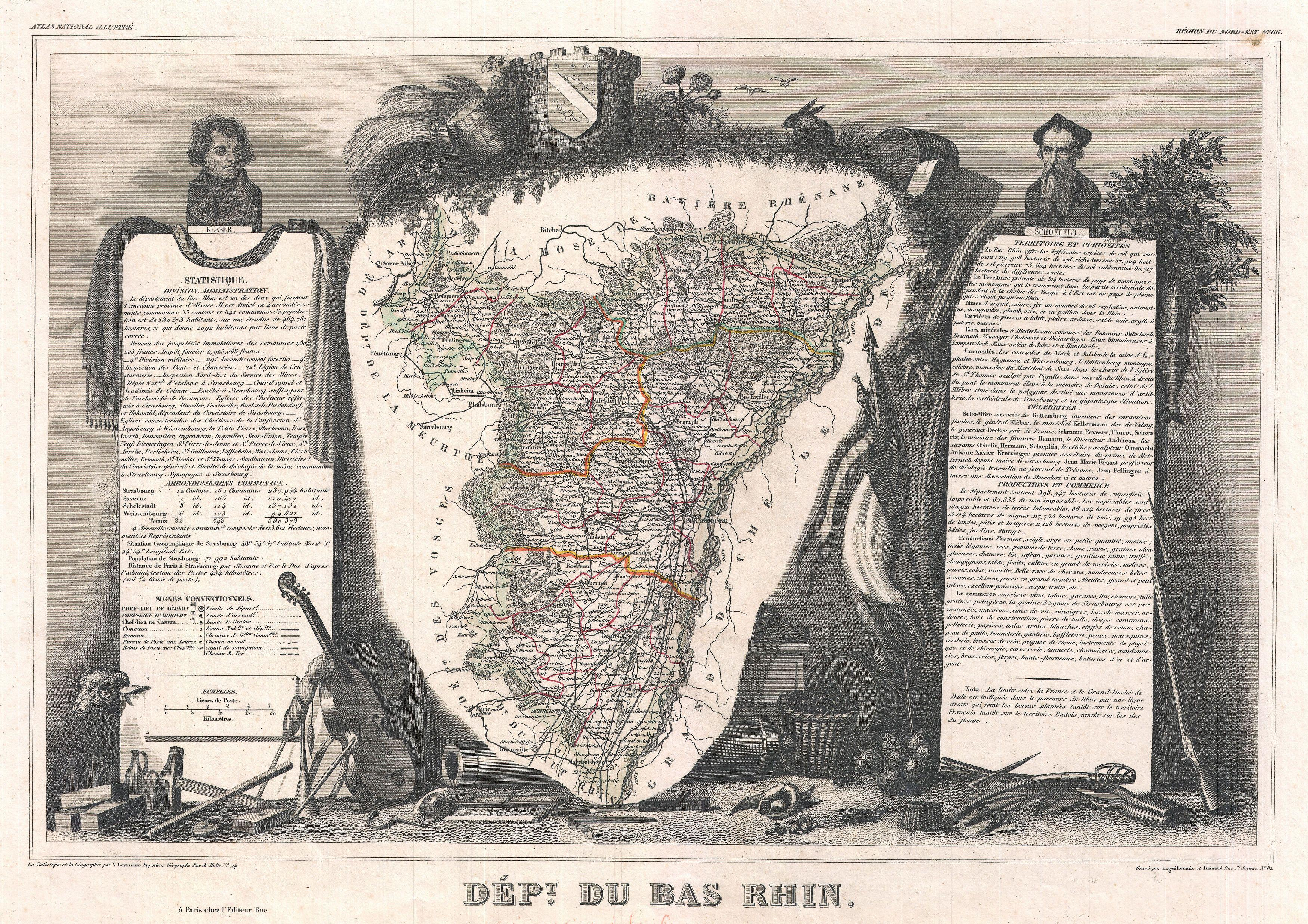
Département du Bas-Rhin en 1852.

Les limites du Bas-Rhin furent modifiées à de nombreuses reprises :

Évolution des frontières départementales depuis 1871.

- en 1793, il absorba les territoires suivants, nouvellement annexés par la France :
  - le comté de Sarrewerden (Bouquenom et Sarrewerden étaient rattachés à la Moselle de 1790 à 1793[1],[2]),
  - le comté de Drulingen,
  - la seigneurie de Diemeringen,
  - la seigneurie d'Asswiller, domaine de la famille de Steinkallenfels,
  - plusieurs communes du Palatinat[3] ;
- en 1795[4], la région de Schirmeck - qui ne parlait pas l'alsacien - lui fut retirée (district de Sélestat) et rattachée aux Vosges (district de Senones)[5] ;
- en 1808, des territoires à l'est du Rhin lui furent rattachés, en particulier la ville de Kehl ;
- en 1814, à la suite du premier traité de Paris, il gagna des territoires au nord de la Lauter, provenant de l'ancien département du Mont-Tonnerre, notamment la ville de Landau[6], mais il perdit tous les territoires à l'est du Rhin[7] ;
- en 1815, à la suite du second traité de Paris, il perdit tous les territoires au nord de la Lauter[8] et le département est occupé par les troupes badoises et saxonnes de juin 1815 à novembre 1818 (voir occupation de la France à la fin du Premier Empire) ;
- Obersteinbach était une commune de Moselle en 1793, puis fut transférée au Bas-Rhin en 1833[9] ;
- en 1871, il fut annexé par l'Empire allemand (par le traité de Francfort) et devint alors le district de Basse-Alsace au sein de l'Alsace-Lorraine ;
- en 1919, il redevint français (traité de Versailles) et garda les territoires que l'Allemagne avait pris au département des Vosges en 1871 (canton de Schirmeck et canton de Saales) ;
- de 1940 à 1944, le district de Basse-Alsace est rétabli pendant l'occupation allemande ;
- en 1944, Kehl lui est de nouveau rattachée avant d'être rétrocédée à la République fédérale d'Allemagne en 1953 ;
- en 1956, le département est inclus dans la région Alsace nouvellement créée ;
- le 7 avril 2013, à la suite d'un référendum, rejet de la création d'une collectivité territoriale unique en Alsace par fusion de la région Alsace et des deux départements du Haut-Rhin et du Bas-Rhin ;
- 1er janvier 2021 : le Bas-Rhin et le Haut-Rhin fusionnent au sein de la collectivité européenne d'Alsace. Les deux circonscriptions administratives et leurs préfectures sont néanmoins maintenues.

## Héraldique
| Blason | Blasonnement : De gueules à la bande d'argent côtoyée de deux cotices fleuronnées du même. Commentaires : le blason du Bas-Rhin se rattache étroitement à l'histoire de la Basse-Alsace. Il apparaît pour la première fois en 1262 sur un sceau des comtes de Werd, originaires de Wœrth près d'Erstein, qui étaient devenus landgraves de la Basse-Alsace en 1156. |

## Géographie

Paysages du Bas-Rhin :
La plaine d'Alsace et Sélestat, au sud.
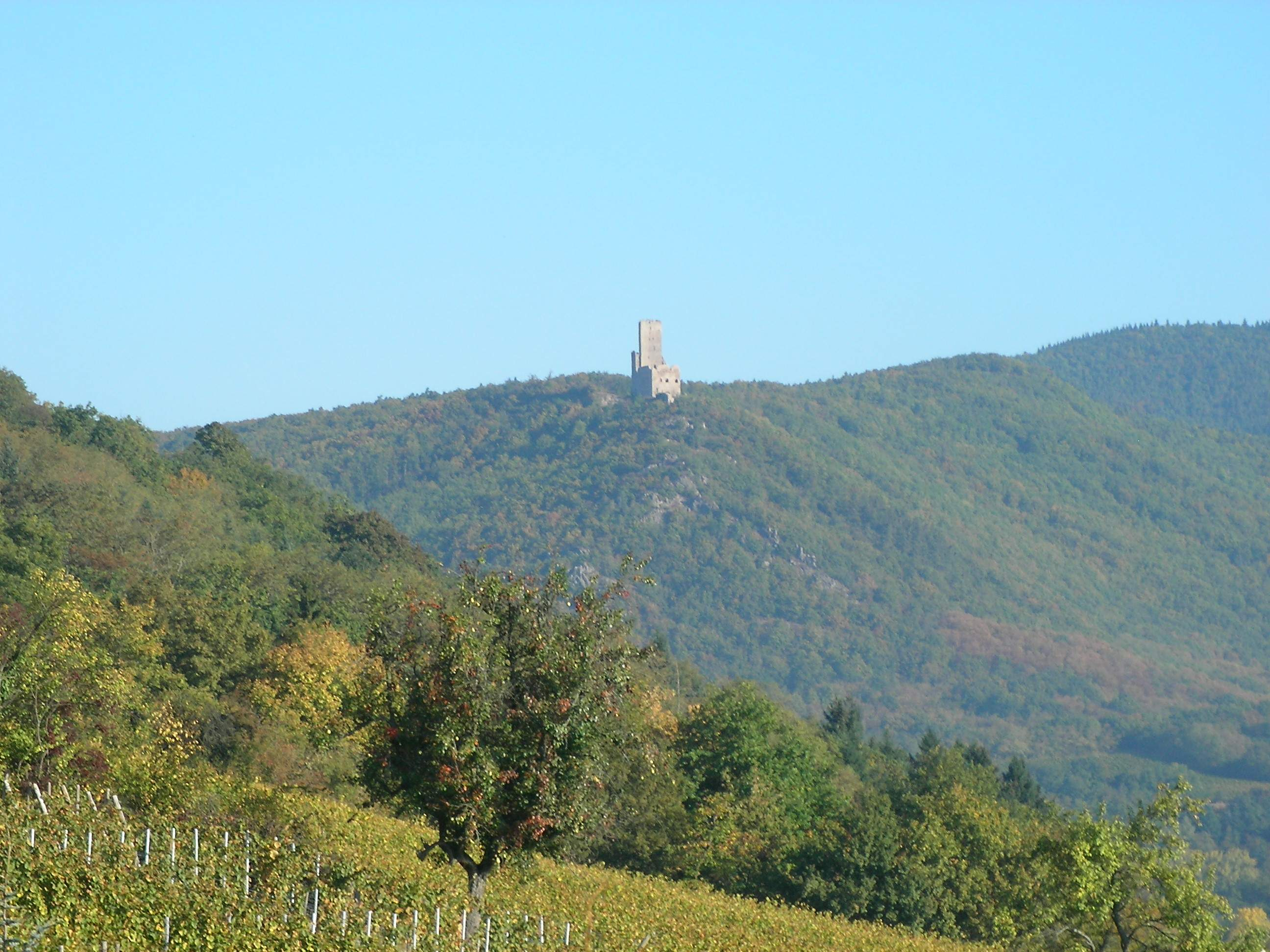
La crête des Vosges et le château de l'Ortenbourg à Scherwiller, au sud.
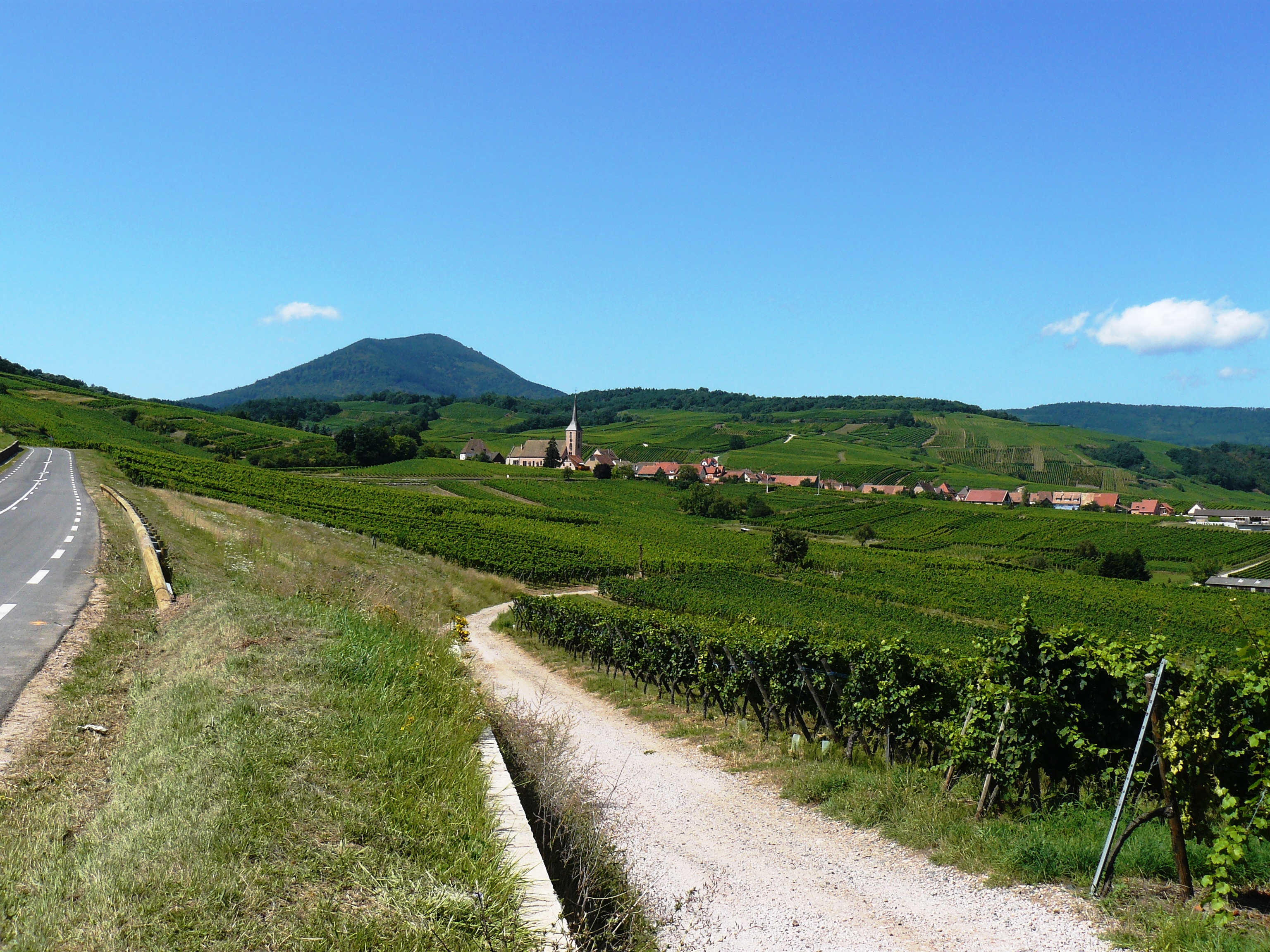
Blienschwiller et les vignes, au sud.
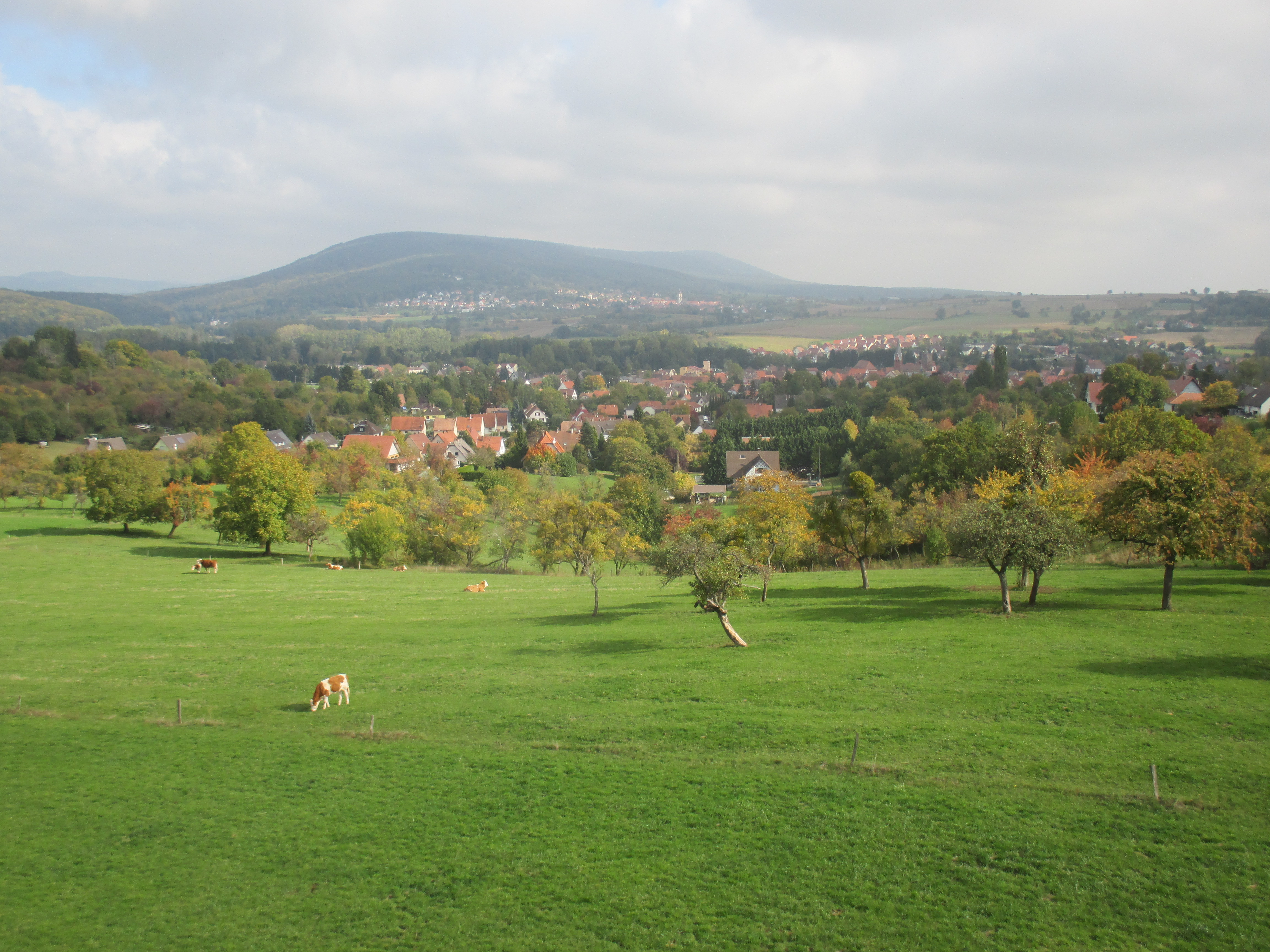
Gœrsdorf, au nord.

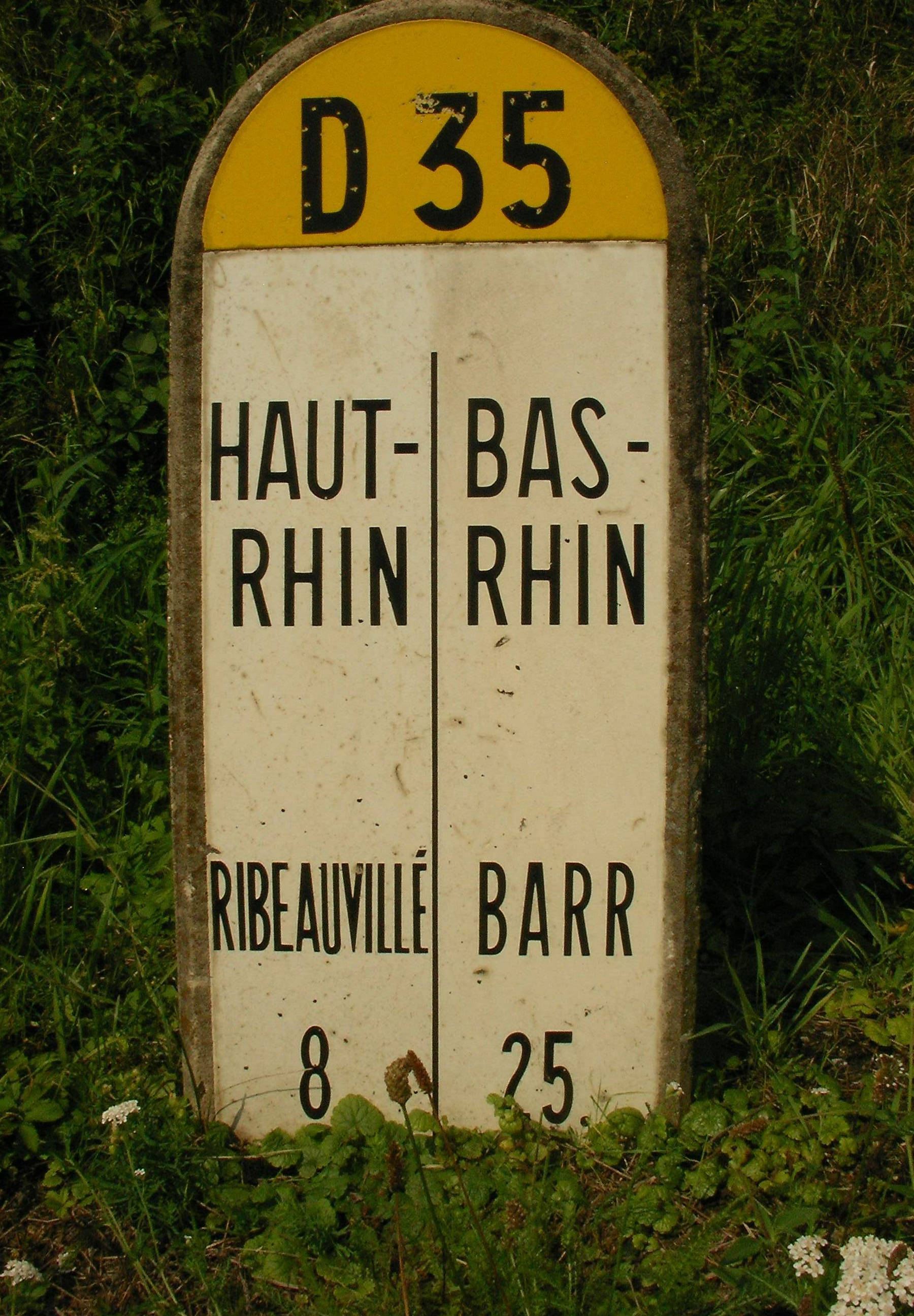
Borne délimitant les deux départements alsaciens

Le département du Bas-Rhin est situé dans le quart nord-est de la France et au sud-ouest de l'Allemagne. Il est limitrophe des départements du Haut-Rhin au sud, des Vosges et de Meurthe-et-Moselle au sud-ouest, de la Moselle à l'ouest, ainsi que des Länder du Bade-Wurtemberg et de Rhénanie-Palatinat à l'est le long du Rhin et au nord.
Le Champ du Feu est le point culminant du Bas-Rhin au Ban de la Roche, à 1 098 mètres d'altitude.

## Économie

### Budget et fiscalité
- Les comptes des communes du Bas-Rhin - Collectivité européenne d'Alsace - Grand-Est.

## Démographie
Les habitants du Bas-Rhin sont les Bas-Rhinois.

En 2022, le département comptait 1 156 963 habitants, en évolution de +3,17 % par rapport à 2016 (France hors Mayotte : +2,11 %).
| 1791 | 1801    | 1806    | 1821 | 1826 | 1831    | 1836    | 1841    | 1846 |
| ---- | ------- | ------- | ---- | ---- | ------- | ------- | ------- | ---- |
| -    | 450 238 | 500 926 | -    | -    | 540 213 | 561 859 | 560 113 | -    |

| 1851    | 1856    | 1861    | 1866    | 1872    | 1876    | 1881    | 1886    | 1891    |
| ------- | ------- | ------- | ------- | ------- | ------- | ------- | ------- | ------- |
| 587 434 | 563 855 | 577 574 | 588 970 | 600 406 | 598 180 | 612 015 | 612 077 | 621 505 |

| 1896    | 1901    | 1906    | 1911    | 1921    | 1926    | 1931    | 1936    | 1946    |
| ------- | ------- | ------- | ------- | ------- | ------- | ------- | ------- | ------- |
| 638 624 | 659 432 | 686 695 | 700 938 | 651 686 | 670 985 | 688 242 | 711 830 | 673 281 |

| 1954    | 1962    | 1968    | 1975    | 1982    | 1990    | 1999      | 2006      | 2011      |
| ------- | ------- | ------- | ------- | ------- | ------- | --------- | --------- | --------- |
| 707 934 | 770 150 | 827 367 | 882 121 | 915 676 | 953 053 | 1 026 120 | 1 079 016 | 1 099 269 |

| 2016      | 2021      | 2022      | - | - | - | - | - | - |
| --------- | --------- | --------- | - | - | - | - | - | - |
| 1 121 407 | 1 152 662 | 1 156 963 | - | - | - | - | - | - |

En 2013, le Bas-Rhin compte quelque 243 000 personnes de 60 ans et plus et 88 000 personnes de 75 et plus.

### Communes les plus peuplées
| Nom                    | Code Insee | Intercommunalité                   | Superficie (km2) | Population (dernière pop. légale) | Densité (hab./km2) | Modifier                                    |
| ---------------------- | ---------- | ---------------------------------- | ---------------- | --------------------------------- | ------------------ | ------------------------------------------- |
| Strasbourg             | 67482      | Eurométropole de Strasbourg        | 78,26            | 291 709 (2022)                    | 3 727              | modifier les données · modifier les données |
| Haguenau               | 67180      | CA de Haguenau                     | 182,59           | 36 070 (2022)                     | 198                | modifier les données · modifier les données |
| Schiltigheim           | 67447      | Eurométropole de Strasbourg        | 7,63             | 34 382 (2022)                     | 4 506              | modifier les données · modifier les données |
| Illkirch-Graffenstaden | 67218      | Eurométropole de Strasbourg        | 22,21            | 27 339 (2022)                     | 1 231              | modifier les données · modifier les données |
| Lingolsheim            | 67267      | Eurométropole de Strasbourg        | 5,69             | 20 683 (2022)                     | 3 635              | modifier les données · modifier les données |
| Sélestat               | 67462      | CC de Sélestat                     | 44,40            | 19 523 (2022)                     | 440                | modifier les données · modifier les données |
| Bischheim              | 67043      | Eurométropole de Strasbourg        | 4,41             | 18 289 (2022)                     | 4 147              | modifier les données · modifier les données |
| Ostwald                | 67365      | Eurométropole de Strasbourg        | 7,11             | 13 492 (2022)                     | 1 898              | modifier les données · modifier les données |
| Obernai                | 67348      | CC du Pays de Sainte-Odile         | 25,74            | 12 303 (2022)                     | 478                | modifier les données · modifier les données |
| Bischwiller            | 67046      | CA de Haguenau                     | 17,25            | 12 211 (2022)                     | 708                | modifier les données · modifier les données |
| Hœnheim                | 67204      | Eurométropole de Strasbourg        | 3,42             | 11 413 (2022)                     | 3 337              | modifier les données · modifier les données |
| Saverne                | 67437      | CC du Pays de Saverne              | 26,01            | 11 323 (2022)                     | 435                | modifier les données · modifier les données |
| Erstein                | 67130      | CC du Canton d'Erstein             | 36,22            | 11 076 (2022)                     | 306                | modifier les données · modifier les données |
| Brumath                | 67067      | CA de Haguenau                     | 29,54            | 10 369 (2022)                     | 351                | modifier les données · modifier les données |
| Molsheim               | 67300      | CC de la Région de Molsheim-Mutzig | 10,85            | 9 328 (2022)                      | 860                | modifier les données · modifier les données |

### Les résidences secondaires
Selon le recensement général de la population du 1er janvier 2008, 2,3 % des logements disponibles dans le département étaient des résidences secondaires.
Ce tableau indique les principales communes du département du Bas-Rhin dont les résidences secondaires et occasionnelles dépassent 10 % des logements totaux en 2008 :
| Commune               | Population SDC | Nombre de logements | Rés. secondaires | % Rés. secondaires |
| --------------------- | -------------- | ------------------- | ---------------- | ------------------ |
| Le Hohwald            | 492            | 557                 | 305              | 54,76 %            |
| Albé                  | 476            | 366                 | 166              | 45,29 %            |
| Plaine                | 965            | 636                 | 215              | 33,81 %            |
| Wangenbourg-Engenthal | 1 383          | 786                 | 206              | 26,18 %            |
| Grendelbruch          | 1 240          | 685                 | 150              | 21,85 %            |
| Bœrsch                | 2 401          | 1 258               | 220              | 17,49 %            |

Sources :
- Source INSEE, chiffres au 01/01/2008.

## Politique et administration
Les personnalités exerçant une fonction élective dont le mandat est en cours et en lien direct avec le territoire du département du Bas-Rhin sont les suivantes :
| Élection        | Territoire                            | Titre                              | Nom                 | Tendance politique | - | Début de mandat | Fin de mandat |
| --------------- | ------------------------------------- | ---------------------------------- | ------------------- | ------------------ | - | --------------- | ------------- |
| Départementales | Conseil départemental d'Alsace        | Président du conseil départemental | Frédéric Bierry     | LR                 |   | 2021            | 2028          |
| Législatives    | Première circonscription du Bas-Rhin  | Députée                            | Sandra Regol        | EELV               |   | 22 juin 2022    | juin 2027     |
| Législatives    | Deuxième circonscription du Bas-Rhin  | Député                             | Emmanuel Fernandes  | LFI                |   | 22 juin 2022    | juin 2027     |
| Législatives    | Troisième circonscription du Bas-Rhin | Député                             | Bruno Studer        | RE                 |   | 22 juin 2022    | juin 2027     |
| Législatives    | Quatrième circonscription du Bas-Rhin | Députée                            | Françoise Buffet    | RE                 |   | 22 juin 2022    | juin 2027     |
| Législatives    | Cinquième circonscription du Bas-Rhin | Député                             | Charles Sitzenstuhl | RE                 |   | 22 juin 2022    | juin 2027     |
| Législatives    | Sixième circonscription du Bas-Rhin   | Députée                            | Louise Morel        | MoDem              |   | 22 juin 2022    | juin 2027     |
| Législatives    | Septième circonscription du Bas-Rhin  | Député                             | Patrick Hetzel      | LR                 |   | 22 juin 2022    | juin 2027     |
| Législatives    | Huitième circonscription du Bas-Rhin  | Députée                            | Stéphanie Kochert   | Horizons           |   | 22 juin 2022    | juin 2027     |
| Législatives    | Neuvième circonscription du Bas-Rhin  | Député                             | Vincent Thiébaut    | Horizons           |   | 22 juin 2022    | juin 2027     |
| Régionales      | Grand Est                             | Président du conseil régional      | Franck Leroy        | DVD                |   | 13 janvier 2023 | 2028          |
| Présidentielle  | France                                | Président de la République         | Emmanuel Macron     | RE                 |   | 14 mai 2022     | mai 2027      |

### Représentation parlementaire
Le Bas-Rhin est représenté au Parlement par 5 sénateurs ainsi que par 9 députés, élus dans les 9 circonscriptions législatives.

### Administration régionale
Le département est représenté au conseil régional du Grand Est par 36 conseillers régionaux, élus au suffrage universel direct.

### Administration départementale d'État

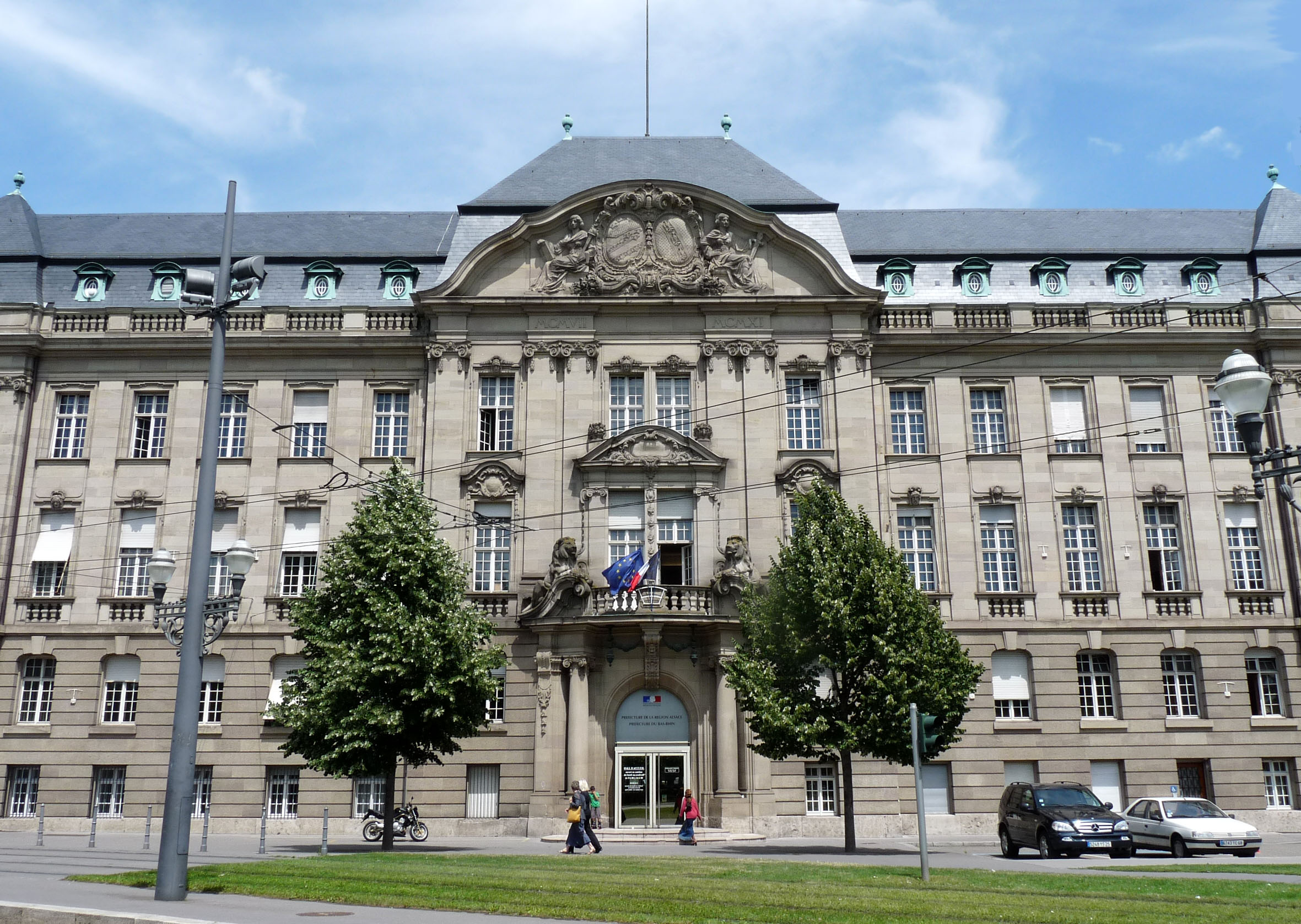
La préfecture du département à Strasbourg.

Le Bas-Rhin, placé sous l'autorité d'un préfet de département, qui se trouve être à la fois celui du Bas-Rhin et celui du Grand Est, siégeant à l'Hôtel de préfecture du Bas-Rhin à Strasbourg, est subdivisé en cinq arrondissements de Haguenau-Wissembourg, de Molsheim, de Saverne, de Sélestat-Erstein et de Strasbourg, chacun placé sous l'autorité d'un sous-préfet, siégeant au chef-lieu.

### Administration locale
Le département comprend en outre 23 cantons et 516 communes en 2018. Ces dernières, ayant à leur tête un maire, sont regroupées dans des intercommunalités et/ou dans des pays, ayant à leur tête un président.

## Droit
Les deux départements alsaciens et la Moselle relèvent, dans certains domaines, d'un droit local particulier, principalement issu du droit allemand. En effet, à la suite de la défaite française de 1871, ces territoires ont été annexés par l'Empire allemand de 1871 à 1919.

## Enseignement supérieur
Que ce soit par ses établissements d’enseignements secondaires ou supérieurs, l’Alsace est une région d’étudiants très importante et très tournée vers l’international. Strasbourg accueille à elle seule 75 % d’étudiants au sein de son université. Depuis la fusion des trois facultés et des IUT d’Illkirch et de Schiltigheim, c’est même devenue l’une des plus grandes universités de France. On trouve par ailleurs des établissements de grande renommée tels que l'Institut d'études politiques de Strasbourg (Sciences Po Strasbourg), l'École nationale d'administration (ENA), l'Institut national des études territoriales (INET), l’Institut supérieur européen de gestion ou encore Télécom physique Strasbourg.

## Tourisme
Le Bas-Rhin possède une agence de promotion du tourisme, l'ADT67.
Le château du Haut-Koenigsbourg : construit au XIIe siècle, il domine la plaine d’Alsace à plus de 700 mètres d’altitude. Détruit lors de la guerre de Trente Ans, il est restauré de 1900 à 1908 par l’empereur allemand Guillaume II. Il accueille une importante collection d’armes et de meubles de l’époque.
Le château du Fleckenstein : du début du XIIe siècle, érigé par la famille impériale des Hohenstaufen, ce château fort fut habité et transformé en forteresse imprenable par les Fleckenstein. De nombreuses activités sont proposées telle que le « Château des défis ». Il s’agit d’un immense parcours de vingt jeux à travers la forêt et dans les pièces secrètes du château afin de découvrir la vie au Moyen Âge. De quoi passer une bonne journée en famille et de mêler plaisir et pédagogie.
Le château de Lichtenberg : érigé au début du XIIIe siècle, sur une colline qui domine le village, le site intègre un espace contemporain lié à des activités culturelles.
436 sites touristiques sont accessibles au public dans le département du Bas-Rhin.
Avec plus de vingt-sept millions de touristes, le Bas-Rhin est le cinquième département français en nombre de nuitées.
Autres sites d'intérêt :
- château de la Petite-Pierre ;
- château du Haut-Barr ;
- château de Diedendorf ;
- château d'Andlau ;
- château de Kintzheim.
- Château de Guirbaden

### Monuments religieux

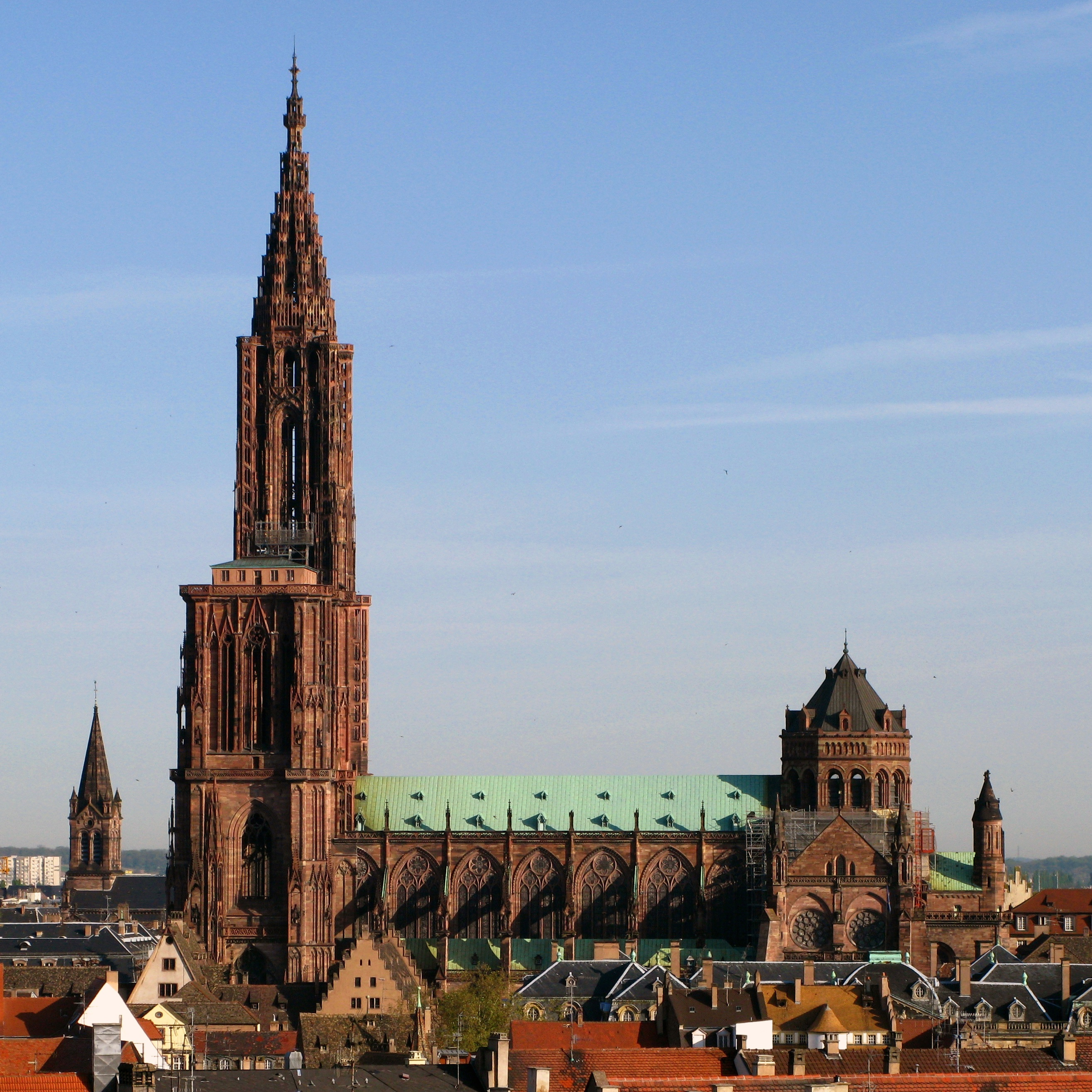
Cathédrale Notre-Dame de Strasbourg.

- La cathédrale Notre-Dame de Strasbourg, chef-d'œuvre de l’art gothique. Mesurant 142 mètres de haut, du parvis au sommet du clocher, elle est considérée comme la deuxième plus grande cathédrale de France, après celle de Rouen. Son horloge astronomique d’époque Renaissance et dont le mécanisme date de 1482 est un chef-d’œuvre en soi.
- Le mont Sainte-Odile, haut lieu spirituel toujours vivant. Culminant à 764 mètres, cette montagne vosgienne est surmontée par un couvent fondé par sainte Odile, patronne de l'Alsace. Il est un site touristique et lieu de pèlerinage apprécié.

### Musées
Musées de Strasbourg
Le Musée alsacien : musée d’art et traditions populaires. On y découvre une importante collection d’objets utilitaires, décoratifs ainsi que des costumes qui retracent la vie quotidienne en Alsace des XVIIIe et XIXe siècles.
Le Musée d'art moderne et contemporain : situé en plein cœur de la ville de Strasbourg, le musée d’Art Moderne et Contemporain abrite près de dix-huit mille œuvres, réparties en trois départements : art plastique, art graphique et photographique, de quelques-uns des plus grands novateurs du XXe siècle.
Le musée Tomi-Ungerer : on peut y découvrir une importante collection de dessins, archives, jouets et revues donnés à sa ville natale par le dessinateur français Tomi Ungerer. Il accueille également des expositions temporaires.
Le Musée du palais du Rohan : le Palais du Rohan fut construit entre 1731 et 1742 à la demande d’Armand de Rohan-Soubise, Cardinal et évêque de Strasbourg qui en fit sa résidence principale au cœur historique de la ville. Il accueille entre autres le Musée des arts décoratifs, Musée d'archéologie ainsi que le Musée des beaux-arts.
Musée de Wingen-sur-Moder
Musée Lalique.

## Culture

### Langue
Au commencement du XIXe siècle, le bureau des annales de statistique de Paris mentionne que l'alsacien est encore l'idiome des habitants du département, à l'exception de dix à douze communes, qui elles parlent le « patois Lorrain », considéré à l'époque comme une « espèce de dialecte romance ». En 1802, le français était parlé par plus d'un tiers de la population bas-rhinoise et la moitié de celle-ci comprenait cette langue.
L'écrivain Champfleury indique en 1860 que le dialecte alsacien du Bas-Rhin est moins dur que celui du Haut-Rhin, mais que tous deux ne sont pas toujours compris par les Allemands d'Allemagne. Quant à M. Aufschlager, il indique en 1826 que les habitants des cantons méridionaux du département ont un langage presque aussi rude que ceux du Haut-Rhin, que celui-ci devient plus doux dans les cantons du milieu. Enfin, il mentionne que le langage alsacien présente une quantité d'idiotismes qui varient de village en village, que la ville de Strasbourg a son dialecte particulier et que les gens instruits parlent aussi l'allemand standard.

### Traditions populaires
Qu'elles soient anciennes ou vivaces, les traditions calendaires ou festives font toujours sens et émerveillent plus que jamais.
La cigogne blanche est l’oiseau emblématique de l’Alsace. Selon la légende, elle apporte les nouveau-nés en les portant dans un linge serré dans son bec. Autrefois disparue, elle est désormais protégée et fait partie intégrante du paysage. On peut l'apercevoir la plupart du temps, sur les toits des édifices publics et de plus en plus sur les habitations.
Le costume traditionnel alsacien est l’un des symboles de la région. Même s'il reste composé le plus souvent d’une coiffe noire et d’une jupe rouge, symboles de l’Alsace, il existe une multitude d’autres tenues qui varient selon les villages mais aussi selon le statut social de la personne. Pratiquement disparu au XXIe siècle, on peut encore le voir dans certains villages lors de diverses manifestations et grâce aux groupes folkloriques.

### Les manifestations
Nombre de traditions puisent leur origine dans une quête du sens de la vie ou dans les rites de protection… Les fêtes chrétiennes rythment encore au XXIe siècle la vie des villages de la région. Les quatre saisons de l’année proposent chacune son lot de célébrations : moissons, vendanges, fête patronale, artisanat, vide-greniers, produits du terroir…